# Отречение Михаила Александровича
Отречение великого князя Михаила Александровича  (дословно по тексту акта — «отказ от восприятия верховной власти») — одно из ключевых событий Февральской революции, последовавшее за отречением императора Николая II.
Многие современники и советские историки трактовали подписание великим князем Михаилом Александровичем 3 (16) марта 1917 года акта «Об отказе от восприятия верховной власти впредь до установления в Учредительном собрании образа правления и новых основных законов государства российского» как необратимый отказ от прав на российский престол (отречение). В настоящее время данный акт рассматривается как решение отложить принятие верховной власти в России до соответствующего решения Всероссийского учредительного собрания (в тексте манифеста дословно: «Принял я твёрдое решение в том лишь случае восприять верховную власть, если такова будет воля великого народа нашего…») и наделение на этот период всей полнотой власти новообразованного Временного правительства.
Это событие, способствуя углублению революционных процессов, фактически положило конец монархическому правлению в России и прервало цепочку престолонаследия династии Романовых.

## Предыстория

### Политическая ситуация в России к началу 1917 года
В конце 1916 года экономическая ситуация в Российской империи продолжала ухудшаться. В оппозиции к власти оказалось чуть ли не всё российское общество. В дворцовых кругах и среди лидеров политической оппозиции составлялись планы «дворцового переворота», в разработку и подготовку которых был вовлечён ряд армейских начальников.
Николай II понимал, что реформы назрели, но полагал, что проводить их до конца Великой войны невозможно, что большинство его подданных понимают такую позицию и одобряют её, и давал указания своему правительству в соответствии со своими представлениями. Зная об оппозиционной деятельности части своего окружения и многих политических деятелей, он тем не менее не считал возможным проводить какие-либо репрессивные меры против них во время войны с внешним врагом.
Государственная дума под руководством влиятельного оппозиционного Прогрессивного блока шла на конфронтацию с царём и его правительством. Срок полномочий Думы заканчивался в 1917 году, предстоящие выборы не могли гарантировать думским лидерам попадания в Думу следующего созыва, а значит, их общественное положение и даже личная неприкосновенность были под вопросом. Эти обстоятельства подвигали думцев к решительным действиям.
Многие родственники царской четы имели на неё личные обиды. Придворные круги считали, что царь полностью попал под влияние своей супруги, действовавшей, по их мнению, вопреки истинным интересам российской монархии, были обескуражены высылкой царём великих князей Дмитрия Павловича и Николая Михайловича в ответ на убийство Распутина и всё громче говорили о необходимости смены главы царствующего дома.
И Дума, и придворные рассматривали отречение Николая II в пользу своего малолетнего сына Алексея Николаевича при регентстве его дяди Михаила Александровича как один из вариантов смены власти. Лидер Прогрессивного блока П. Н. Милюков вспоминал впоследствии об этом времени:

…мысль о дворцовом перевороте выдвигалась теперь на первый план; с нею приходилось считаться в первую очередь… Блок исходил из предположения, что при перевороте, так или иначе, Николай II будет устранён от престола. Блок соглашался на передачу власти монарха к законному наследнику Алексею и на регентство до его совершеннолетия — великому князю Михаилу Александровичу. Мягкий характер великого князя и малолетство наследника казались лучшей гарантией перехода к конституционному строю.
— Милюков П. Н. Воспоминания. — Т. 2. — М., 1990. — С. 244
Армия всё больше втягивалась в политику. Исследователь С. В. Куликов в своей фундаментальной работе «Бюрократическая элита Российской империи накануне падения старого порядка» подчёркивает, что целый ряд высших чинов царского генералитета фактически перешли на сторону Госдумы ещё во второй половине 1916 года: среди прочих он называет командующего Кавказским фронтом великого князя Николая Николаевича, командующего Юго-Западным фронтом генерала А. А. Брусилова, командующего Северным фронтом генерала Н. В. Рузского, генерала А. С. Лукомского, ставшего с октября 1916 года генерал-квартирмейстером Ставки, начальника штаба Верховного главнокомандующего генерала М. В. Алексеева и командующего Особой армией генерала В. И. Гурко, замещавшего Алексеева на посту начальника штаба Ставки в конце 1916 — начале 1917 гг.

### Революция
Февральская революция застала Михаила Александровича в Гатчине. В дни описываемых событий Михаил Александрович страдал обострением язвы желудка. Российский историк В. М. Хрусталёв пишет, что в дни Февральской революции великий князь пытался спасти монархию, но не из-за желания самому занять престол.
27 февраля (12 марта) 1917 года его по телефону попросил срочно приехать в Петроград председатель Государственной думы М. В. Родзянко. Прибыв в Петроград, Михаил Александрович встретился в Мариинском дворце в кабинете Государственного секретаря с представителями образованного к тому моменту Временного комитета Государственной думы (ВКГД) во главе с М. В. Родзянко. Члены комитета начали убеждать великого князя, что ввиду серьёзности момента и для пресечения надвигающейся анархии он должен принять на себя диктаторские полномочия, отправить правительство в отставку, передать власть Государственной думе и требовать ответственного министерства. По просьбе Михаила Александровича была организована встреча с председателем Совета министров князем Голицыным, который заявил, несмотря на давление со стороны Родзянко, что хотя сам он лично уже подал прошение об отставке, но пока она не принята, он не вправе передать кому-либо принадлежащую ему власть.
Другими словами, думцы пытались уговорить Михаила Александровича фактически узаконить произошедший государственный переворот. Великий князь на это не согласился. Около 9 часов вечера им всё же удалось убедить великого князя согласиться принять на себя всю полноту власти — в случае, если это окажется «совершенно неизбежным». На этом переговоры с представителями Думы завершились, и великий князь отправился в военное министерство для прямых переговоров с царём: он обещал представителям Думы, что сообщит Николаю II о ситуации в Петрограде и скажет ему, что «для немедленного успокоения принявшего крупные размеры движения необходимо уволить весь совет министров и поручить образование нового министерства князю Львову как лицу, пользующемуся уважением в широких кругах». В 22:30 Михаил Александрович связался по прямому проводу со Ставкой и попытался переговорить с Николаем II. Он попросил его уступить Думе, создав правительство народного доверия. Николай II ответил на это через своего начальника штаба генерал-адъютанта М. В. Алексеева, что все перемены в составе правительства он откладывает до своего возвращения в Царское Село.
Безуспешно попытавшись уехать в Гатчину (дороги из Петрограда уже были заблокированы), Михаил Александрович около 3 часов ночи приехал переночевать в Зимний дворец. Там он нашёл собранные остатки верных правительству войск Петроградского гарнизона, перешедшие туда из Адмиралтейства, под командованием командующего войсками Петроградского округа С. С. Хабалова и военного министра М. А. Беляева, которые, возможно, надеялись продержаться до прибытия с фронта верных правительству частей. Появление великого князя произвело ободряющее действие на солдат и офицеров, которые решили, что тот «желает разделить с ними опасность». Михаил Александрович провёл совещание со старшими начальниками, в том числе с управляющим Зимним дворцом В. А. Комаровым, который настаивал на удалении войск из дворца, чтобы дворец не был повреждён в результате возможного боя с восставшими. В результате Михаил Александрович отказался возглавить отряд, приказал войскам очистить Зимний дворец и вернуться обратно в Адмиралтейство.
Этот эпизод был расценён рядом современников и последующих исследователей этих событий как иллюстрация нерешительности великого князя и доказательство того, что он не был способен возглавить контрреволюционное движение и не имел способностей к государственному управлению вообще. По мнению этих критиков, на этой стадии революции достаточно было кому-то из великих князей или решительных армейских начальников возглавить всё ещё верные законному правительству воинские части Петроградского гарнизона, чтобы события получили совершенно иной оборот. С другой стороны, исследователь В. Ф. Гладышев писал, что отказом возглавить верные правительству силы и приказом отвести их от Зимнего дворца Михаил Александрович предотвратил начало гражданской войны.
Около 6 часов утра 28 февраля (13 марта) 1917 года Михаил Александрович покинул Зимний дворец и направился на Миллионную улицу, дом 12, на квартиру полковника князя П. П. Путятина, которого он знал по совместной службе в Кавалергардском полку. Здесь Михаил Александрович тайно провёл последующие пять дней, поддерживая тесную связь с М. В. Родзянко. Хозяин квартиры на тот момент отсутствовал, находясь в действующей армии. Петербургские краеведы предположили, что Путятины занимали 10-комнатную квартиру в правом крыле на 3-м этаже здания. 1 (14) марта 1917 года во время «обыска» в этом доме были разграблены квартиры обер-прокурора Синода Н. П. Раева и советника Министерства иностранных дел камергера Н. Н. Столыпина. После этого Временный комитет Государственной думы для охраны великого князя направил на квартиру князей Путятиных караул от школы прапорщиков — двадцать юнкеров и пять офицеров.
Утром 1 (14) марта 1917 года Михаил Александрович подписал так называемый «Великокняжеский манифест», даровавший всю полноту власти Государственной думе и не предусматривавший отречения Николая. По замыслу составителей манифеста, утвердить его должен был сам Николай II, а подписи великих князей скрепляли этот документ для придания ему веса. По свидетельствам очевидцев, Михаил Александрович колебался, просил дать ему возможности посоветоваться с Николаем II, но в конце концов поставил свою подпись.
Историк С. Мельгунов приводит в своей книге «Мартовские дни 1917 года» запись из донесения английского посла Бьюкенена: «Великий князь Михаил, проживавший на частной квартире около посольства, попросил меня зайти к нему. Он сказал мне, что, несмотря на случившееся в Бологом [сорвавшуюся встречу Родзянко и императора], он всё-таки ожидает, что Государь приедет в Царское около 6-ти вечера, и что Родзянко предложит Его Вел. для подписи манифест, дарующий конституцию и возлагающий на Родзянко избрание членов нового правительства. Сам он вместе с вел. кн. Кириллом приложили свои подписи к проекту манифеста, чтобы придать просьбе Родзянко больше веса».
По данным Г. М. Каткова, уже вечером того дня Михаил Александрович просил П. Н. Милюкова вычеркнуть его подпись из манифеста, однако последний ответил, что это уже не имеет никакого значения, так как документ успел устареть и требования улицы уже не ограничивались назначением ответственного министерства. Историк В. М. Хрусталёв объяснял причину попытки отзыва Михаилом Александровичем своей подписи тем, что тот осознал, что вмешался в дела государственной важности без согласования с императором.
В журнале № 1 стенографических отчётов заседаний Временного правительства сохранился текст, датированный 2 марта 1917 года (то есть до фактического отречения Николая II, по меньшей мере до того момента, как о решении Николая отречься от престола стало известно в Петрограде), в котором историк В. М. Хрусталёв обратил внимание на следующие строки:

Засим министр иностранных дел доложил, что Совет рабочих депутатов по вопросу о дальнейшей судьбе членов бывшей императорской фамилии высказался за необходимость выдворения их за пределы Российского государства… Временное правительство полагало, что распространять эту меру на всех членов семьи дома Романовых нет достаточных оснований, но что такая мера представляется совершенно необходимой и неотложной в отношении отказавшегося от престола бывшего императора Николая II, а также и по отношению к великому князю Михаилу Александровичу и их семьям. Что касается местопребывания этих лиц, то нет надобности настаивать на выдворении за пределы России, и при желании их оставаться в нашем государстве необходимо лишь ограничить их местопребывание известными пределами,… как ограничить и возможность свободного их передвижения…

На основании этого историк сделал вывод, что даже если предположить, что членам Временного правительства к моменту проведения данного заседания уже было известно через генерала Рузского о намерении Николая II отречься от престола, то относительно намерений следующих претендентов на престол — цесаревича Алексея и/или возможного регента Михаила Александровича — ещё вообще ничего не было известно. Таким образом, шансы других претендентов из династии Романовых на престол большинством членов Временного правительства уже не воспринимались всерьёз, а все последующие события, связанные с отречением Николая II и ведением переговоров с Михаилом Александровичем, историком были охарактеризованы как «фарс» — «аппетит» пришедших к власти в результате Февральской революции думских деятелей нарастал. Они уже не собирались ни с кем делиться полученной властью, а думали только о том, как подтвердить или создать видимость её легитимности.

## Статус Михаила Александровича как престолонаследника
Михаил Александрович был четвёртым ребёнком мужского пола, родившимся у императора Александра III. После смерти двух старших братьев — Александра и Георгия — Михаил приблизился вплотную к царствующему монарху в порядке престолонаследия. После рождения у Николая II в августе 1904 года наследника-цесаревича Михаил Александрович стал третьим членом династии Романовых, имевшим право на российский престол. Кроме этого, с момента рождения Алексея Николаевича на Михаила была возложена обязанность быть «Правителем Государства» (регентом) до совершеннолетия цесаревича, если бы Николай II умер.
17 (30) октября 1912 года, вопреки прямому запрету царствующего монарха, в сербском соборе Св. Саввы (Карловацкая патриархия) в Вене состоялось тайное венчание Михаила Александровича с разведённой Натальей Брасовой. Николай II был огорчён поступком младшего брата. Приближались торжества, посвящённые 300-летию дома Романовых, на которые заключённый возможным наследником престола морганатический брак мог бросить тень. За две недели до этого Алексей пережил очень острый приступ врождённой болезни — гемофилии, который чуть не привёл к смерти ребёнка, что, кроме горя для родителей, могло бы привести к осложнениям в династическом вопросе. Под угрозой наказания — вплоть до лишения титула — император потребовал от Михаила Александровича развестись или письменно отказаться от прав на российский престол.
Михаил отказался выполнить требования Николая II. Тогда Николай II 15 (28) декабря 1912 года издал манифест, налагавший опеку над движимым и недвижимым имуществом Михаила, уволил его с военной службы и запретил ему въезд в Россию (после начала Первой мировой войны запрет был снят). 30 декабря 1912 года (2 января 1913 года) последовал царский манифест, слагавший с Михаила Александровича обязанности «Правителя Государства».

## Отречение Николая II
В эти дни Михаил Александрович старался сделать так, чтобы противоборствующие стороны мирно договорились между собой. Узнав, что М. В. Родзянко собрался выехать навстречу Николаю II и добиться у него «конституции и ответственного министерства», для чего он просил содействия Михаила Александровича, великий князь поздно вечером 1 (14) марта 1917 года направил Николаю II телеграмму: «Забыв всё прошлое, прошу тебя пойти по новому пути, указанному народом. В эти тяжёлые дни, когда мы все, русские, так страдаем, я шлю тебе от всего сердца этот совет, диктуемый жизнью и моментом времени, как любящий брат и преданный русский человек». Хотя документально не установлено, что Михаил Александрович согласился на регентство, но именно с таким предложением к царю и выехали в Псков двое посланцев Временного комитета Государственной думы (ВКГД) — А. И. Гучков и В. В. Шульгин.
Около 15 часов 2 (15) марта 1917 года царь принял решение об отречении в пользу сына при регентстве великого князя Михаила Александровича. Сразу после этого, около 16 часов, он отправил телеграмму генералу Алексееву: «Во имя блага, спокойствия и спасения горячо любимой России, я готов отречься от престола в пользу моего сына. Прошу всех служить ему верно и нелицемерно. НИКОЛАЙ».
Генерал А. С. Лукомский писал в своих воспоминаниях (со слов Н. В. Рузского), что уже в последнюю минуту перед подписанием заготовленного посланцами Думы манифеста об отречении в пользу Алексея Николаевича царь спросил Гучкова, сможет ли он проживать после отречения в Крыму. Гучков ответил отрицательно: Николаю придётся тотчас же уехать за границу, но при этом Алексей Николаевич при регенте Михаиле Александровиче должен будет остаться в России. На что Николай II ответил, что для пользы Родины он готов идти на какие угодно жертвы, но расстаться с сыном — это выше его сил. После этого он поменял решение и решил отречься за себя и за наследника в пользу брата Михаила Александровича.
Никто из присутствующих при отречении Николая II не указывал на морганатический брак Михаила Александровича как на возможное препятствие для осуществления обоих вариантов отречения (отречения в пользу Алексея Николаевича при регентстве Михаила Александровича и прямого отречения в пользу последнего).
Отречение Николая II в пользу брата, однако, вызвало замешательство у лидеров революции. А. Ф. Керенский вспоминал, что ранним утром 3 (16) марта 1917 года, во время заседания членов Временного правительства и ВКГД, когда была зачитана телеграмма от Шульгина и Гучкова с информацией о том, что Николай II отрёкся в пользу Михаила Александровича, Родзянко заявил, что вступление на престол последнего невозможно, и ему никто не возразил. Последовали выступления, в которых утверждалось, что Михаил «никогда не проявлял интереса к государственным делам, что он состоит в морганатическом браке с женщиной, известной своими политическими интригами, что в критический момент истории, когда он мог бы спасти положение, он проявил полное отсутствие воли и самостоятельности и так далее». Керенский вспоминал, что у него возникло ощущение, что то всё были просто отговорки и что присутствовавшие на совещании поняли, что «на этой стадии революции неприемлем любой новый царь».
До принятия окончательного решения по этому поводу договорились, во-первых, не допустить опубликования акта отречения Николая II в пользу брата, а во-вторых, срочно организовать встречу с Михаилом Александровичем, чтобы узнать его мнение и по возможности убедить его отказаться от принятия престола, а уже после этого опубликовать оба акта одновременно. Родзянко уехал в Военное министерство, чтобы связаться с генералом Алексеевым и запретить ему распространять акт Николая в Действующей армии до дальнейших указаний. Генералу Алексееву Родзянко объяснил своё распоряжение так: «С регентством Великого Князя и воцарением Наследника Цесаревича, быть может, и помирились бы, но кандидатура Великого Князя как Императора ни для кого не приемлема, и вероятна гражданская война». До этого Родзянко связывался по прямому проводу с генералом Рузским, главнокомандующим войсками Северного фронта: «Чрезвычайно важно, чтобы Манифест об отречении и передаче власти Великому Князю Михаилу Александровичу не был опубликован до тех пор, пока я не сообщу вам об этом». Распоряжения Родзянко обоими генералами были исполнены, извещение армии об отречении Николая II в пользу брата было приостановлено, хотя к этому моменту на некоторых участках фронта солдатам уже успели сообщить об отречении, и они стали присягать новому царю.
Перед отъездом из Пскова обратно в Ставку Николай II передал дворцовому коменданту В. Н. Воейкову телеграмму, извещающую брата о решении передать ему российский престол. Телеграмма была отправлена с железнодорожной станции Сиротино (45 км западнее Витебска) 3 (16) марта 1917 года в 14 часов 56 минут:

Петроград. Его Императорскому Величеству Михаилу Второму.

События последних дней вынудили меня решиться бесповоротно на этот крайний шаг. Прости меня, если огорчил тебя и что не успел предупредить. Остаюсь навсегда верным и преданным братом. Горячо молю Бога помочь тебе и твоей Родине. Ники.

По заверению Натальи Брасовой, Михаил Александрович этой телеграммы так и не получил.

## Ход совещания Михаила Александровича с лидерами Февральской революции
События, произошедшие 3 (16) марта 1917 года на квартире Путятиных на Миллионной улице, 12, известны по воспоминаниям ряда свидетелей: свои воспоминания оставили участники совещания А. Ф. Керенский, П. Н. Милюков, В. Д. Набоков, В. В. Шульгин, присяжный поверенный Н. Н. Иванов (основной автор «Великокняжеского манифеста», находившийся в тот момент в квартире Путятиных); со слов участников совещания о его ходе письменные свидетельства оставили великий князь Андрей Владимирович (со слов М. А. Караулова), французский посол Морис Палеолог.
Проанализировав и сопоставив эти письменные свидетельства очевидцев и современников совещания, историк В. М. Хрусталёв реконструировал ход событий. Керенский, как и было условлено на совещании членов ВКГД и Временного правительства, разузнав телефон князей Путятиных и дождавшись 6 часов утра, позвонил к ним на квартиру и известил великого князя через его адъютанта, подошедшего к телефонному аппарату, что в связи с произошедшим отречением царя члены Временного правительства намереваются вскоре прибыть к великому князю для обсуждения создавшегося положения и просят его до их приезда никакого решения не принимать. Адъютант обещал немедленно передать эту информацию. Великий князь сделал запись в своём дневнике:

3 марта 1917 года.

В 6 ч. утра мы были разбужены телеф(онным) звонком. Новый мин. юстиции Керенский мне передал, что Совет мин(истров) в полном его составе приедет ко мне через час. На самом деле они приехали только в 9 ½ ч.

Далее в дневнике оставлен пропуск, возможно, для дальнейших записей событий этого дня, но эти записи так и не были сделаны.
Как развивались события на квартире князя Путятина в те несколько часов, которые прошли с момента звонка Керенского до прибытия туда членов революционного правительства, известно из воспоминаний присяжного поверенного Н. Н. Иванова. По его свидетельству, великий князь испытывал сильное волнение, осунулся, быстро ходил из комнаты в комнату, говорил сам и просил, чтобы своими мнениями с ним делились присутствующие. Основным желанием великого князя в это время было «нежелание брать верховную власть». Великий князь говорил, что никогда не хотел царствовать, не готовился к этому и потому не готов к такому повороту событий. Он согласится принять власть, только если ему все скажут, что его отказ повлечёт гибель страны. Под конец он несколько успокоился, очевидно, приняв решение. «Один я не решу. Я решу вместе с этими господами», — сказал он, очевидно, имея в виду представителей новой власти. По воспоминаниям сослуживца великого князя по Туземной дивизии Б. В. Никитина, написанным по свидетельствам супруги великого князя, Михаил Александрович осознавал незаконность отречения Николая II за наследника-цесаревича, поэтому не считал себя вправе всходить на престол при живом законном наследнике. Эту же мысль высказал в своих воспоминаниях В. Д. Набоков.
Совещание по обсуждению вопроса, объявлять ли о принятии Михаилом Александровичем императорских обязанностей, началось около 10 часов утра. Большинство участников совещания советовали великому князю не принимать верховную власть. Только П. Н. Милюков и присоединившийся к участникам совещания около полудня А. И. Гучков убеждали Михаила Александровича принять всероссийский престол. Однако Михаил, находившийся под влиянием думских лидеров, после совещания, продлившегося около трёх часов, трезво оценив ситуацию в Петрограде, подписал акт непринятия престола до решения этого вопроса Учредительным собранием.
Кроме великого князя и его секретаря А. С. Матвеева, в совещании принимали участие князь Г. Е. Львов, А. Ф. Керенский, П. Н. Милюков, М. В. Родзянко, Н. В. Некрасов, А. И. Шингарёв, И. Н. Ефремов, В. А. Ржевский, Лебедев, М. А. Караулов и И. В. Годнев, С. И. Шидловский, Вл. Н. Львов, М. И. Терещенко, прибывшие прямо из Пскова несколько позже начала совещания А. И. Гучков и В. В. Шульгин, вызванные уже после полудня для правильного составления акта правоведы В. Д. Набоков и Б. Э. Нольде. Многие из собравшихся членов Временного правительства состояли членами нерегулярной масонской ложи Великий восток народов России.
Ещё до приезда к великому князю лидеры революции, выяснив взаимные позиции по вопросу принятия им верховной власти, условились, что на встрече с ним стороны не будут устраивать прений, что по заранее намеченному плану будут высказаны только два мнения: за и против принятия престола, а затем великому князю будет предоставлено право самому принять решение без давления на него. При этом была договорённость, что, каким бы ни было его решение, другая сторона не будет мешать и не войдёт в формирующееся правительство. Керенский вспоминал: «После краткой дискуссии по моей инициативе было решено предоставить Милюкову столько времени для изложения его взглядов Великому Князю, сколько он сочтёт необходимым».
В начале совещания князь Львов и Родзянко, занявший место председателя, сообщили Михаилу Александровичу мнение большинства членов Временного правительства, что тот должен отказаться от восприятия верховной власти. Великий князь нервничал, часто переспрашивал, некоторые фразы приходилось ему повторять дважды. После этого слово взял Милюков, который больше часа (очевидно, как писал Керенский, выжидая прибытия своего сторонника Гучкова) хладнокровно убеждал великого князя и всех присутствующих, по собственным воспоминаниям, записанным позднее, «что для укрепления нового порядка нужна сильная власть — и что она может быть такой только тогда, когда опирается на символ власти, привычный для масс. Таким символом служит монархия. Одно временное правительство, без опоры на этот символ, просто не доживёт до открытия учредительного собрания. Оно окажется утлой ладьёй, которая потонет в океане народных волнений. Стране грозит при этом потеря всякого сознания государственности и полная анархия». Милюков предлагал вывезти Михаила Александровича в безопасное место, например, в Москву (в которой, по сведениям Милюкова, обстановка была спокойная, и гарнизон не поднимал бунта), где собрать сторонников и вооружённую силу, на которую можно было бы опереться. После речи Милюкова, по его словам, вопреки накануне достигнутой договорённости не комментировать выступления оппонентов, «…полился целый поток речей — и все за отказ от Престола». Особенно горячо выступал Керенский, который возражал Милюкову, особенно упирая на то, что в противном случае «улица», настроенная резко против монархии, начнёт избиение офицеров, членов императорской фамилии, прольётся кровь, что опасность в таком случае будет грозить лично великому князю — в общем, противники монархии перешли к прямому запугиванию последнего. Прибывший на совещание Гучков вторил Милюкову, но слабо и вяло. Шульгин же, от которого ожидали поддержки Милюкова и Гучкова, напротив, присоединился к мнению большинства.
Историк Г. З. Иоффе писал, что Михаил Александрович чувствовал себя плохо — у него обострилась язва желудка, ему хотелось побыстрее закончить совещание. Выслушав аргументы сторон, великий князь заявил, что хотел бы приватно переговорить с князем Львовым и Родзянко. Разрешение на это остальных участников встречи было получено, и Михаил Александрович ушёл с указанными лицами в отдельную комнату. Через непродолжительное время в комнату, где проходила встреча, вернулись Львов и Родзянко, а спустя несколько минут к собравшимся вышел великий князь и объявил о своём отказе взять верховную власть. Время было после полудня. Родзянко оставил воспоминания, что «Михаил Александрович поставил мне ребром вопрос, могу ли ему гарантировать жизнь, если он примет престол, и я должен был ему ответить отрицательно, ибо … твёрдой вооружённой силы не имел за собой…». Схожие воспоминания оставила графиня Л. Н. Воронцова-Дашкова, жена одного из ближайших друзей великого князя — И. И. Воронцова-Дашкова, находившаяся в тот день в квартире князей Путятиных.

### Составление акта о непринятии верховной власти
Участники совещания начали работать над составлением документа, придававшего решению великого князя вид законного акта. Первый набросок, составленный Некрасовым, был, по воспоминаниям Шульгина, «очень плох». Присутствующие на совещании, уже не спавшие по несколько суток, были не в состоянии думать. Было решено вызвать специалистов-правоведов. Был вызван один из лидеров партии кадетов, юрист В. Д. Набоков, прибывший на Миллионную, 12 в третьем часу дня. По его словам, он «тотчас же остановился на мысли попросить содействие такого тонкого и осторожного специалиста по государственному праву, как бар. Б. Э. Нольде. С согласия кн. Львова, я позвонил к нему, он оказался поблизости, в Министерстве иностранных дел, и пришёл через ¼ часа. Нас поместили в комнате дочери кн. Путятина. К нам же присоединился В. В. Шульгин. Текст отречения и был составлен нами втроём, с сильным видоизменением некрасовского черновика».
Барон Нольде оставил подробные воспоминания о том, как был подготовлен текст акта о непринятии престола Михаилом Александровичем. Согласно этим воспоминаниям, профессиональным юристам прежде всего бросилось в глаза, что в проекте Некрасова, составленном как манифест царствующего императора («Мы, Божьей милостью Михаил II, император и самодержец Всероссийский…»), полностью отсутствовали указания относительно того, кто же будет править Россией с момента отречения и до созыва Учредительного собрания, которое и должно будет решить вопрос о форме правления, — «что будет происходить до того, как Учредительное собрание созвано, кто напишет закон о выборах, и т. д.…»? По общему мнению составителей, было внесено дополнение о наделении Временного правительства всей полнотой власти, при этом была сохранена формулировка Некрасова «Мы, Божьей милостью Михаил II…». Набоков, сидя за ученической партой, переписал «своим превосходным почерком» некрасовский проект и вручил его секретарю великого князя А. С. Матвееву.
Через какое-то время великий князь сам зашёл в детскую комнату, где проходила подготовка документа, чтобы высказать свои замечания. Михаил Александрович настоял на том, чтобы документ был составлен не в виде манифеста от имени императора, а в виде акта, составленного от его имени как от частного лица, так как он престола не принимал и не правил; просил добавить в документ фразу «благословение Божие», а также заменить фразу «повелеваем всем гражданам Державы Российской…» на «прошу всех граждан Державы Российской». Поправки были внесены, к этому моменту к составителям присоединились Львов, Родзянко и Керенский, и тут же, в комнате дочери хозяев квартиры, за маленькой ученической партой, около 4 часов дня, великий князь подписал этот акт, принявший в результате всех поправок следующий вид:

Тяжкое бремя возложено на Меня волею Брата Моего, передавшего мне Императорский Всероссийский Престол в годину беспримерной войны и волнений народных.

Одушевленный единою со всем народом мыслию, что выше всего благо Родины нашей, принял я твёрдое решение в том лишь случае восприять Верховную власть, если такова будет воля великого народа нашего, которому надлежит всенародным голосованием, чрез представителей своих в Учредительном Собрании, установить образ правления и новые основные законы Государства Российского.

Посему, призывая благословение Божие, прошу всех граждан Державы Российской подчиниться Временному Правительству, по почину Государственной Думы возникшему и облеченному всею полнотою власти, впредь до того, как созванное в возможно кратчайший срок, на основе всеобщего, прямого, равного и тайного голосования, Учредительное Собрание своим решением об образе правления выразит волю народа.

Михаил

3/III — 1917

Петроград.

Непосредственный участник событий Февральской революции Юрий Ломоносов описал в своих мемуарах рассказ члена IV Государственной Думы Лебедева, непосредственно присутствовавшего при отречении Михаила:

Появился Лебедев.

— Ну что, что?

— Михаил отрёкся в пользу Учредительного Собрания. Набоков пишет акт. Будет образовано Временное правительство…

— Итак, монархия в России пала, — проговорил я задумчиво.

— Ну, навряд ли, возразил Лебедев. Михаил своим благородным отказом значительно укрепил свои шансы на избрание.

— Пожалуй. Расскажите подробности.

— Квартира довольно проста. Две горничных накрывали завтрак, точно ничего не случилось.

— Вы Михаила видели?

— Видел. Вид у него довольный. Шагал себе по комнате вполне благодушно. Его и уговаривать-то было не надо. «Вам, господа, виднее, какова воля народа»…— Цит. по Ю. В. Ломоносову
Керенский приветствовал решение Михаила Александровича фразой: «Ваше высочество! Вы великодушно доверили нам священный сосуд вашей власти. Я клянусь вам, что мы передадим его Учредительному собранию, не пролив из него ни одной капли». Историк В. М. Хрусталёв заметил, что уже 20 июля 1917 года Временное правительство лишило всех Романовых, в том числе и Михаила Александровича, всех избирательных прав (как активного, так и пассивного) на выборах в то самое Учредительное собрание, которому оно должно было «передать» тот самый «сосуд власти», который так «великодушно доверил» великий князь.

### После подписания акта
Подписание акта о непринятии верховной власти Михаил Александрович воспринимал как своё взвешенное и мудрое решение — он сохранял права на российский престол, вопрос о форме правления оставался открытым до решения Учредительного собрания; это, по мнению великого князя, было именно то, что должно умиротворить страну. Присяжный поверенный Н. Н. Иванов, видевший великого князя вечером того дня, вспоминал его слова: «Я поступил правильно. Я счастлив, что я частное лицо. У них всё устроится понемногу. И я думаю, что не будет так много крови и ужасов, как вы пророчили. И я отказался, чтобы не было никаких поводов дальше проливать кровь…». На следующее утро после описываемых событий Михаил Александрович выехал из Петрограда и вернулся к своей семье в Гатчину, где повёл жизнь провинциального обывателя.
По воспоминаниям Н. Могилянского, 11 (24) марта 1917 года на завтраке у великого князя Георгия Михайловича Михаил Александрович сказал: «Я очень обязан тем, кто отговорил меня. Ведь в случае моего согласия было бы страшное кровопролитие… Я не хотел быть виновником капли русской крови…».
Вечером 3 (16) марта 1917 года состоялось заседание Временного правительства. Одним из первых пунктов повестки дня было опубликование актов об отречении Николая II и Михаила Александровича. Ю. В. Ломоносов, участвовавший в совещании, в своих воспоминаниях писал, что между участниками возник спор, каким образом озаглавить эти акты. Было решено, что акт императора Николая II временщики не могут менять. «Император придал своему отречению… форму телеграммы на имя начальника штаба», — заявил Милюков, поэтому только в такой форме он и может быть напечатан. Горячий спор возник вокруг формулировок названия акта Михаила Александровича. Милюков заявил: «…решающее значение имеет отречение Михаила Александровича. Оно написано вашей рукой, Владимир Дмитриевич, и мы можем его вставить в любую рамку. Пишите: „Мы, милостью Божией, Михаил II, Император и Самодержец Всероссийский, Царь Польский, Великий Князь Финляндский… объявляем всем верным нашим подданным…“». Милюкову стали возражать, что так писать нельзя, так как Михаил Александрович не царствовал. Милюкова поддержал Набоков. Вдвоём они доказывали своим оппонентам (Керенскому и другим), что с момента отречения Николая II и до отказа от верховной власти Михаила Александровича — почти целые сутки — Михаил был императором Всероссийским, что «жестоко ошибаются» те, кто возражал, что раз у него «не было власти, то не было и царствования» — приводя в пример царствования слабоумных и малолетних монархов, что отречение Михаила только тогда будет иметь юридический смысл, если признать, что он был императором. Наконец, около двух часов ночи 4 (17) марта 1917 года компромисс был найден, и Набоков своей рукой на двух клочках бумаги написал названия обоих актов, которые тут же поспешили доставить наборщикам в типографию.

## Последствия
Узнав по прибытии в Ставку об отказе великого князя Михаила Александровича от престола, Николай II сделал запись в своём дневнике от 3 (16) марта 1917 года: «Оказывается, Миша отрёкся. Его манифест кончается четырёххвосткой для выборов через 6 месяцев Учредительного Собрания. Бог знает, кто надоумил его подписать такую гадость! В Петрограде беспорядки прекратились — лишь бы так продолжалось дальше».
Акт об отказе великого князя Михаила Александровича немедленно «восприять верховную власть» был опубликован в «Вестнике Временного правительства» 4 (17) марта 1917 года одновременно с актом об отречении Николая II. Тогда же председатель правительства князь Г. Е. Львов направил телеграмму всем военным и гражданским властям России с оповещением о переходе, в связи с указанными актами, верховной власти в стране к Временному правительству. Смена власти была узаконена. На следующий день, 5 (18) марта 1917 года, Львов распорядился о повсеместной временной замене губернаторов и вице-губернаторов председателями губернских земских управ, о возложении на председателей уездных земских управ обязанностей уездных комиссаров Временного правительства, о замене полиции народной милицией, организуемой местными органами самоуправления. Революция победила и на местах. 9 (22) марта 1917 года на заседании полного состава 1-го департамента Правительствующего сената Временное правительство принесло присягу — его власть окончательно получила правовое оформление и юридическую силу. В этом было отличие от разгона большевиками Всероссийского учредительного собрания, санкционированного уже не Правительствующим сенатом, а III Всероссийским съездом советов, утверждавшим совершенно новую правоприменительную практику, лишённую связи с дореволюционным законодательством.
Облечённое «всею полнотою власти» от Михаила Александровича Временное правительство окончательно избавилось от конкуренции, которую оно испытывало от структур Государственной думы. Уже 2 (15) марта 1917 года в журнале заседаний Временного правительства № 1 было записано:

Министр-председатель возбудил вопрос о необходимости точно определить объём власти, которой должно пользоваться Временное правительство до установления Учредительным собранием формы правления и основных законов Российского государства, равным образом, как и о взаимоотношениях Временного правительства к Временному комитету Государственной Думы. По этому вопросу высказались мнения, что вся полнота власти, принадлежавшая монарху, должна считаться переданной не Государственной Думе, а Временному правительству, что, таким образом, возникает вопрос о дальнейшем существовании Комитета Государственной Думы IV созыва…

Государственная дума Российской империи практически перестала существовать после событий Февральской революции. Депутаты собирались лишь на «частные совещания», а окончательно Дума была распущена 6 (19) октября 1917 года.
5 (18) марта 1917 года другая «верховная власть» Петрограда — исполком Петросовета — опасаясь контрреволюционных выступлений, постановила арестовать всю царскую семью, в том числе для Михаила Александровича «…произвести фактический арест, но формально объявить его лишь подвергнутым фактическому надзору революционной армии». Через два дня — 7 (20) марта 1917 года — в журнале заседаний Временного правительства № 10 была сделана запись: «Слушали: 1. О лишении свободы отрекшегося императора Николая II и его супруги. Постановили: 1) Признать отрекшегося императора Николая II и его супругу лишёнными свободы…» Царь и его семья были подвергнуты домашнему аресту в Царском Селе. Так арестом царской семьи Временным правительством, по словам В. Д. Набокова, «был завязан узел, который был 4/17 июля в Екатеринбурге разрублен товарищем Белобородовым».
Начальник штаба Верховного главнокомандующего генерал М. В. Алексеев, узнав вечером 3 марта от Гучкова о подписанном документе, заявил ему, что «хотя бы непродолжительное вступление на Престол Великого князя сразу внесло бы уважение к воле бывшего Государя, и готовность великого князя послужить своему Отечеству в тяжелые переживаемые им дни… на армию это произвело бы наилучшее, бодрящее впечатление…», а отказ великого князя от принятия верховной власти, с точки зрения генерала, был роковой ошибкой, гибельные последствия которой для фронта начали сказываться с первых же дней. Историк В. М. Хрусталёв привёл воспоминания князя С. Е. Трубецкого, которые считал характерными для того момента: 

В сущности, дело было в том, чтобы Михаил Александрович немедленно принял передаваемую ему Императорскую Корону. Он этого не сделал. Бог ему судья, но его отречение по своим последствиям было куда более грозно, чем отречение Государя,— это был уже отказ от монархического принципа. Отказаться от восшествия на Престол Михаил Александрович имел законное право (имел ли он на это нравственное право — другой вопрос!), но в своём акте отречения он, совершенно беззаконно, не передал Российской Императорской Короны законному преемнику, а отдал её… Учредительному Собранию. Это было ужасно!…
Отречение Государя императора наша армия пережила сравнительно спокойно, но отречение Михаила Александровича, отказ от монархического принципа вообще — произвёл на неё ошеломляющее впечатление: основной стержень был вынут из русской государственной жизни…
С этого времени на пути революции уже не было серьёзных преград. Не за что было зацепиться элементам порядка и традиции. Всё переходило в состояние бесформенности и разложения. Россия погружалась в засасывающее болото грязной и кровавой революции.— Трубецкой С. Е. Минувшее. — М., 1991. — С. 153
По мнению ряда современников и исследователей последующих лет, акт Михаила Александровича о неприятии верховной власти уничтожил конституционную монархию, порождённую Манифестом Николая II («Заповедуем Брату нашему править делами государственными в полном и ненарушимом единении с представителями народа в законодательных учреждениях на тех началах, кои будут ими установлены…») и наделил всей полнотой власти Временное правительство («прошу всех граждан Державы Российской подчиниться Временному правительству, по почину Государственной Думы возникшему и облеченному всею полнотою власти»), которое не смогло должным образом распорядиться ею, что и закончилось насильственным захватом власти большевиками в октябре 1917 года. С такой трактовкой данного акта не согласен биограф Михаила Александровича историк В. М. Хрусталёв, который писал, что, раз Михаил не принял верховную власть, то своим актом ничего уничтожить или создать не мог, а документ этот лишь консервировал ту политическую ситуацию, которая сложилась в результате отречения Николая II. Историк В. Ж. Цветков привёл мнение Н. В. Савича, которое он посчитал весьма точным в части оценки власти, которой пользовалось Временное правительство:

<Акт Михаила> …передавал как бы всю власть целиком Временному правительству, делал его совершенно независимым от Думы, освобождал его от необходимости какого-либо с ней общения и сотрудничества в деле управления страной. Текст Государя вводил у нас не только конституционное, но и парламентарное правление, текст В. К. Михаила, написанный лицами, приглашёнными для того Временным правительством, вводил режим «самодержавной» олигархии, передавал полноту власти небольшому числу лиц, ни перед кем не ответственных, ни на какие реальные силы в стране не опирающихся…

По оценке историка Г. М. Каткова, одновременная публикация двух актов об отречении «ясно свидетельствовала о конце династии, хотя возможность царствования Михаила с согласия Учредительного собрания формально ещё оставалась. И даже следующий по порядку престолонаследования претендент мог, чтобы утвердить свои права, обратиться к тем силам, которые всё ещё были верны монархии. Но такое обращение создавало неминуемый конфликт с Михаилом: никакая претензия на престол не могла быть законной до формального утверждения отречения Михаила решением Учредительного собрания».
За актами Николая II и Михаила Александровича последовали публичные заявления об отказе от своих прав на престол других членов династии Романовых, при этом они ссылались на прецедент, созданный Михаилом Александровичем, — вернуть свои права на престол только в случае их подтверждения на Всероссийском учредительном собрании. По мнению историка Цветкова, лучше всего эту позицию выразил великий князь Николай Михайлович, ставший инициатором сбора «заявлений» от Романовых: «Относительно прав наших и, в частности, моего на Престолонаследие я, горячо любя свою родину, всецело присоединяюсь к тем мыслям, которые выражены в акте отказа Великого Князя Михаила Александровича».
Историк В. Ж. Цветков также писал, что от правильной оценки акта непринятия верховной власти Михаилом Александровичем во многом зависит понимание политико-правового статуса и основ политической программы российского Белого движения («непредрешения» и «верности союзническим обязательствам»), его легальности и легитимности. По Основным законам Российской империи, великий князь был обязан подчиняться главе царствующего дома и, следовательно, не мог отказаться от принятия верховной власти без чрезвычайных причин. В акте не было слов, свидетельствующих именно об «отказе» от верховной власти, а говорилось лишь об отсрочке вступления на престол и о возможности его принятия в соответствии с волей Учредительного собрания. Историк писал, что отказ от верховной власти стал бы абсолютной правовой новацией, ни с чем не сравнимым прецедентом. На это не решился ни сам Михаил Александрович, ни окружавшие его 3 марта политики и правоведы.
Хотя в исторической науке не принято гадать, что бы произошло с Россией, если бы план П. Н. Милюкова был принят и Михаил Александрович не уклонился бы от верховной власти, подобными вопросами задавались многие свидетели и исследователи произошедших событий. Писатель Марк Алданов спустя много лет после событий 3 марта 1917 года в одной из эмигрантских газет написал, что в тот день, наверное, следовало поддержать Милюкова и Гучкова, и получил гневную отповедь Керенского, который ответил писателю, что Михаила Александровича не стало бы уже спустя два часа после принятия престола — его бы «разорвала толпа». Алданов ответил: «Что было бы, если бы план Милюкова был принят, мы не можем знать, ни вы, ни я, ни он. Зато мы знаем, что было после отклонения этого плана».

## Юридические аспекты Акта Михаила Александровича о непринятии престола
В связи с тем, что Михаил Александрович формально не отказался от верховной власти, а лишь отложил принятие своего решения до соответствующего решения Учредительного собрания, он сделал невозможным для других Романовых, претендовавших на престол, заявлять о своих правах в обход Михаила Александровича. Такой формой своего акта он фактически прервал законную цепочку престолонаследия династии Романовых. Эмигрантский писатель И. П. Якоби писал: «не отрекаясь от Престола, а лишь временно отказываясь от „восприятия“ верховной власти, Великий Князь парализовал на неопределённый срок всякую возможность не только реставрации, но хотя бы предъявления другим лицом права на Престол, который вакантным ещё не мог почитаться».
Историческое значение акта Михаила Александровича было понятно уже его составителям — правоведам В. Д. Набокову и Б. Э. Нольде. Набоков писал в своих мемуарах, что «для нас… в тот момент… казалось бесконечно важным каждое слово». Набоков считал, что Николай II не имел права отказываться от престола за Алексея Николаевича, поэтому его отречение по своей форме было незаконным. Именно по этой причине составители акта Михаила Александровича не хотели, чтобы создалось впечатление, что Михаил Александрович принял подобное незаконное предложение Николая II, что в момент собственного отречения Михаил Александрович уже был императором и его акт является таким же актом отречения, что и отречение Николая II. В дополнение, если бы принять допущение, что от престола отказывался уже император Михаил II, то такое отречение могло вызвать притязания на престол других членов императорской фамилии, имевших на то права по российским законам о престолонаследии. Поэтому составители решили, что юридически ценное содержание акта Михаила Александровича должно свестись к тому, что он отказывается от принятия верховной власти. По условиям момента было решено воспользоваться актом Михаила Александровича для построения правопреемственности от царской власти к власти Временного правительства, для чего составителями в его текст была вставлена фраза «подчиниться Временному правительству, по почину Государственной Думы возникшему и облеченному всею полнотою власти» (фраза о «всей полноте власти» была предложена Набоковым). С юридической точки зрения значение этой фразы было ничтожным (раз Михаил Александрович власть не принимал, то и никаких указаний давать не мог), но составители видели в этой фразе не законный, а нравственный смысл. Оба профессиональных составителя — и Набоков, и Нольде — указывали, что акт Михаила Александровича был единственным актом, определившим объём власти Временного правительства, в частности, формы его функционирования, в особенности в области законодательной. Нольде писал: «Акт 3 марта… был единственной конституцией периода существования Временного правительства».
Для доведения до конца формальной процедуры легализации актов Николая II и Михаила Александровича их нужно было утвердить в Правительствующем сенате, что и было сделано на заседании 1-го департамента Сената 5 (18) марта 1917 года. Министр юстиции Временного правительства Керенский (ставший по статусу и генерал-прокурором Сената) передал обер-прокурору П. Б. Врасскому оба акта (в их «черновом», рабочем варианте), и Сенат «…определил распубликовать оба акта в „Собрании узаконений и распоряжений правительства“ и сообщить об этом указами всем подчиненным Сенату должностным лицам и правительственным местам. Оба акта приняты Сенатом для хранения на вечные времена». Определение 1-го департамента Сената подтверждало исключительный характер власти Временного правительства: «Временное правительство волею народа облечено диктаторской властью, самоограниченной его собственной Декларацией и сроком до Учредительного Собрания».
Многие сторонники монархии считали манифест Михаила Александровича недействительным, утверждая, что процедура оформления подобного документа не была выполнена: Манифест Николая II был скреплён подписью министра императорского двора графом В. Б. Фредериксом, а манифест Михаила такой подписью скреплён не был, а значит, по процедуре был недействителен. Это давало им повод требовать возврата в вопросе о передаче российского престола в исходное состояние.
Многие современники и позднейшие исследователи событий Русской революции считали, что акт Михаила Александровича (как и предшествующий ему акт Николая II) находился в рамках правового поля и инициировал явочные изменения в законодательной и исполнительной властях, в политико-правовом статусе существовавших государственных структур, сделал всё более востребованными нормы уже не формального, а фактического права. Акт Михаила Александровича стал фактическим крушением монархического строя в России. Акт создал прецедент передачи власти не существовавшим структурам, а новообразованным, и прецедент пересмотра Основных законов ещё не существующей государственной структурой — российской Конституантой. В акте провозглашалось новое избирательное законоположение — «четырёххвостка» — всеобщее, прямое, равное и тайное голосование. Тот же Якоби писал:

…в акте заключалось указание на недействительность существующих основных законов — что превышало права не только Великого Князя, но и царствующего Монарха, — и впервые признавалась законная власть самозванного временного правительства. …официально до сих пор шла речь об ответственном министерстве, и что первый его председатель, кн. Львов, был назначен Высочайшим указом. Об этом в акте Великого Князя нет ни слова; под эгидой Члена Царствующего Дома законное всё же Правительство Львова превращается в революционное; цепь Престолонаследия прерывается, основные законы отменяются, и самый акт, подписанный Великим Князем, является свидетельством о смерти Императорской России.
До произошедших событий и затем до 1921 года, как писал историк В. Ж. Цветков, общепринятая трактовка законов Российской империи признавала право царствующего лица на отречение за себя. Также до рубежа 1920—1921 года ни в официальных заявлениях ни в каких-либо государственных образований, возникших на территории бывшей Российской империи, ни в прессе, не поднимался вопрос о «подлинности» отречения Николая II, о его соответствии законодательству и его правовых последствиях. После опубликования в 1922 году брошюры сенатора Н. Н. Корево, обосновывавшего «незаконность» отречения, и до 1970-х годов значительная часть мемуарной, публицистической, исторической литературы русской эмиграции, а вслед за ней и постсоветской России встала на точку зрения правовой незаконности передачи верховной власти Николаем II Михаилу Александровичу, утверждая, что в рамках российского законодательства царствующий император не мог отречься не только за иное лицо (в данном случае, за наследника-цесаревича), но и за самого себя.
Сам термин «непринятие Престола» или «непринятие Верховной Власти» использовался правоведами-эмигрантами (Н. Н. Чебышевым) и последующими исследователями (Р. Г. Гагкуевым, А. Н. Каменским, В. Ж. Цветковым) с целью подчеркнуть, что акт Михаила Александровича не был «отказом от Престола», не был «отречением от Престола» (нельзя «отречься» от того, что ещё не было принято), а был отсрочкой от вступления на царство, но отсрочкой, сделанной законным Всероссийским императором Михаилом II, который на время этой отсрочки наделил всею полнотою власти Временное правительство.